# Heidi Kranz
Heidi Kranz (* 27. November 1947 in Siegen) ist eine deutsche Regisseurin.

## Leben
Heidi Kranz begann zunächst ein Medizinstudium. Während einer Nebentätigkeit in einer Arztpraxis lernte sie den Filmproduzenten Bernd B. Liebold kennen, der sie überredete, „zum Film“ zu gehen. In seiner Filmproduktion erhielt sie eine dreijährige Ausbildung und arbeitete anschließend als Regieassistentin in verschiedenen Werbefilmproduktionen. Der Regisseur Helmut Dietl engagierte sie beispielsweise als Regieassistentin für verschiedene Werbespots, unter anderem für McDonald’s (mit Thomas Gottschalk). Auch als Assistentin des schwedischen Fotografen Ben Oyne drehte sie diverse Werbespots, zum Beispiel die „Bei ARD und ZDF sitzen Sie in der ersten Reihe!“-Kampagne. Auch mit vielen weiteren namhaften Regisseuren arbeitete sie als Regieassistentin zusammen, u. a. mit Bernhard Sinkel, Thomas Brasch, Franz Peter Wirth, Hajo Gies, Bernd Fischerauer und Kaspar Heidelbach.
Ihre erste eigene Regiearbeit war 1988 das Fernsehspiel Anton wohin (u. a. mit Willy Harlander, Wolfgang Fierek, Monika Baumgartner und Lisa Kreuzer). Die Schauspielerinnen Maria Furtwängler und Bettina Zimmermann spielten ihre erste Hauptrolle unter der Regie von Heidi Kranz. In den darauffolgenden Jahren arbeitete sie mit zahlreichen Schauspielgrößen zusammen, darunter u. a. Maria Schell, Siegfried Rauch, Michaela May, Horst Janson, Barbara Rudnik, Suzanne von Borsody, Jutta Speidel, Bruno Eyron, Christiane Hörbiger, Sky Dumont, Elke Sommer, Helmut Zierl, Doris Kunstmann, Elisabeth Lanz, Dennenesch Zoudé, Uschi Glas, Max Urlacher, Francis Fulton-Smith, Sonja Kirchberger, Muriel Baumeister, Ruby O. Fee, Elmar Wepper, Harald Krassnitzer u. v. a.
Besondere Aufmerksamkeit erlangte die Biografie über Petra Schürmann, die Heidi Kranz 2004 im Rahmen der ARD-Reihe Lebenslinien drehte. Über die Zusammenarbeit mit der seit dem tragischen Unfalltod ihrer Tochter an psychoreaktiven Sprachstörungen leidenden Fernsehmoderatorin, deren Vertraute Heidi Kranz wurde, berichtete sie am 8. September 2005 in der Talkshow Johannes B. Kerner (Fernsehsendung).

## Privates
Von 1981 bis 2001 war Heidi Kranz mit dem Regisseur Bernd Fischerauer verheiratet. 2011 heiratete sie in New York Jochen Eisenmann. Der deutsche Komponist Oliver Kranz ist ihr Sohn. Sie lebt in München, Berlin und auf Elba.

## Filmografie
- 1988: Anton wohin (Fernsehspiel)
- 1989: Familienbegräbnis (Fernsehspiel)
- 1991: Die glückliche Familie (TV-Serie, 4 Episoden)
- 1993: Happy Holiday (TV-Serie)
- 1994: Unsere Schule ist die Beste (TV-Serie, 2 Episoden)
- 1995: Sau sticht (Fernsehfilm)
- 1996: Männer sind was Wunderbares (Fernsehreihe, 2 Episoden)
- 1995–1996: Hallo, Onkel Doc! (TV-Serie, 13 Episoden)
- 1996: Die Geliebte (TV-Serie)
- 1996: Küsse niemals deinen Chef (Fernsehfilm)
- 1996: Spatz in der Hand (Fernsehfilm)
- 1997: Natalie – Die Hölle nach dem Babystrich (Fernsehfilm)
- 1997: Schmutzige Wahrheit (Fernsehfilm)
- 1998: Wie eine Spinne im Netz (Fernsehfilm)
- 1999: Lindenstraße (TV-Serie, 13 Episoden)
- 1998–2000: Sylvia – Eine Klasse für sich (TV-Serie, alle 33 Episoden)
- 2001: Kleiner Mann sucht großes Herz (Fernsehfilm)
- 2001: Victor – Der Schutzengel (TV-Serie, 2 Episoden)
- 2001: Hochzeit zu viert (Fernsehfilm)
- 2002: Mond im See (Fernsehfilm)
- 2002: Zwei Profis (TV-Serie, 6 Episoden)
- 2003: Das Familiengeheimnis (Zweiteiliger Fernsehfilm)
- 2004: Geerbtes Glück (Fernsehfilm)
- 2004: Lebenslinien: Petra Schürmann (TV-Biografie)
- 2004: Stefanie: Eine Frau startet durch (TV-Serie, 1 Episode)
- 2005–2006: Inga Lindström: Sprung ins Glück (Fernsehfilm)
- 2005–2006: Inga Lindström: Im Sommerhaus (Fernsehfilm)
- 2005–2006: Inga Lindström: Auf den Spuren der Liebe (Fernsehfilm)
- 2006: Da wo es noch Treue gibt (Fernsehfilm)
- 2007: Höchstpersönlich: Uschi Glas (TV-Biografie)
- 2007: Lilly Schönauer: Umweg ins Glück (Fernsehfilm)
- 2007: Lilly Schönauer: Liebe gut eingefädelt (Fernsehfilm)
- 2007: Da wo die Freundschaft zählt (Fernsehfilm)
- 2008–2019: Tierärztin Dr. Mertens (TV-Serie, 49 Episoden)
- 2009: Eine Liebe in der Stadt des Löwen (Fernsehfilm)
- 2011: Liebe und Tod auf Java (Zweiteiliger Fernsehfilm)
- 2012: SOKO 5113 (TV-Serie)
- 2013: Lebenslinien: Cleo Kretschmer (TV-Biografie)
- 2013–2014: SOKO Stuttgart (TV-Serie, 4 Episoden)
- 2013: Rosamunde Pilcher: Schlangen im Paradies (Fernsehfilm)
- 2013–2015: SOKO München (TV-Serie, 10 Episoden)
- 2013–2019: Familie Dr. Kleist (TV-Serie, 6 Episoden)
- 2016–2017: In aller Freundschaft (TV-Serie, 7 Episoden)
- 2018: Rosamunde Pilcher: Nanny verzweifelt gesucht (Fernsehfilm)
- 2019: Rosamunde Pilcher: Schwiegertöchter (Fernsehfilm)
- 2021: Watzmann ermittelt (TV-Serie, 4 Episoden)

## Mitgliedschaften
- Bundesverband Regie
- Deutsche Akademie für Fernsehen

## Auszeichnungen
- 1995: Grimme-Preis Nominierung für Hallo, Onkel Doc!, Staffel 2, Episode 6 Jonas, Regie Heidi Kranz
- 1996: Bayerischer Fernsehpreis für Monika Baumgartner für ihre Rolle der Anni in dem Fernsehfilm Sau sticht unter der Regie von Heidi Kranz
- 2018: Deutscher Hörfilmpreis: Publikumspreis für In aller Freundschaft, Folge 773 Mach's gut Nick unter der Regie von Heidi Kranz[2]